# Paltin occidental
Platanus occidentalis (paltinul american sau platanul occidental) este o specie din genul Platanus, nativă estului Americii de Nord. Aceasta este de obicei numită paltin în America de Nord, nume care se poate referi și la alte tipuri de copaci din alte părți ale lumii.

## Galerie

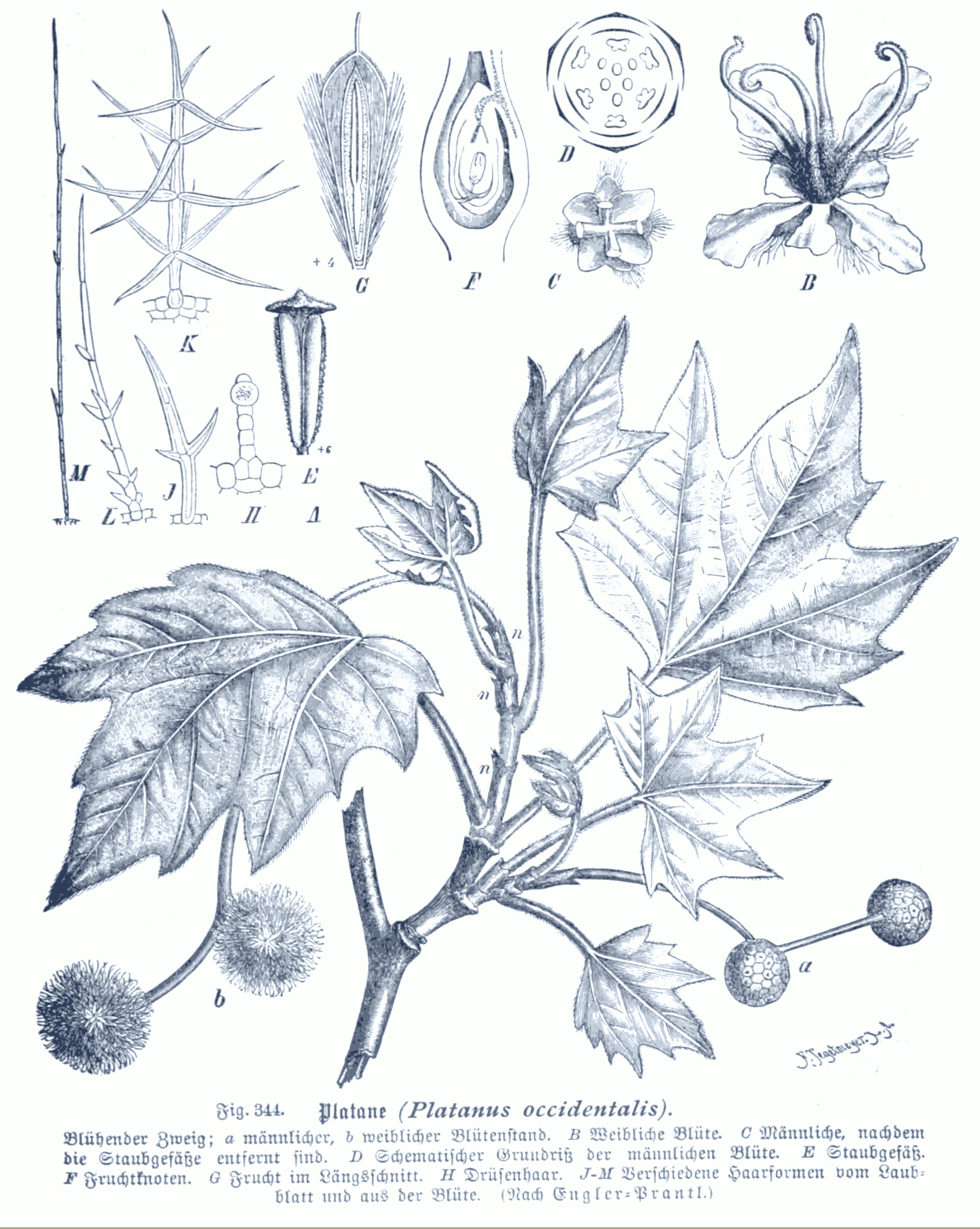
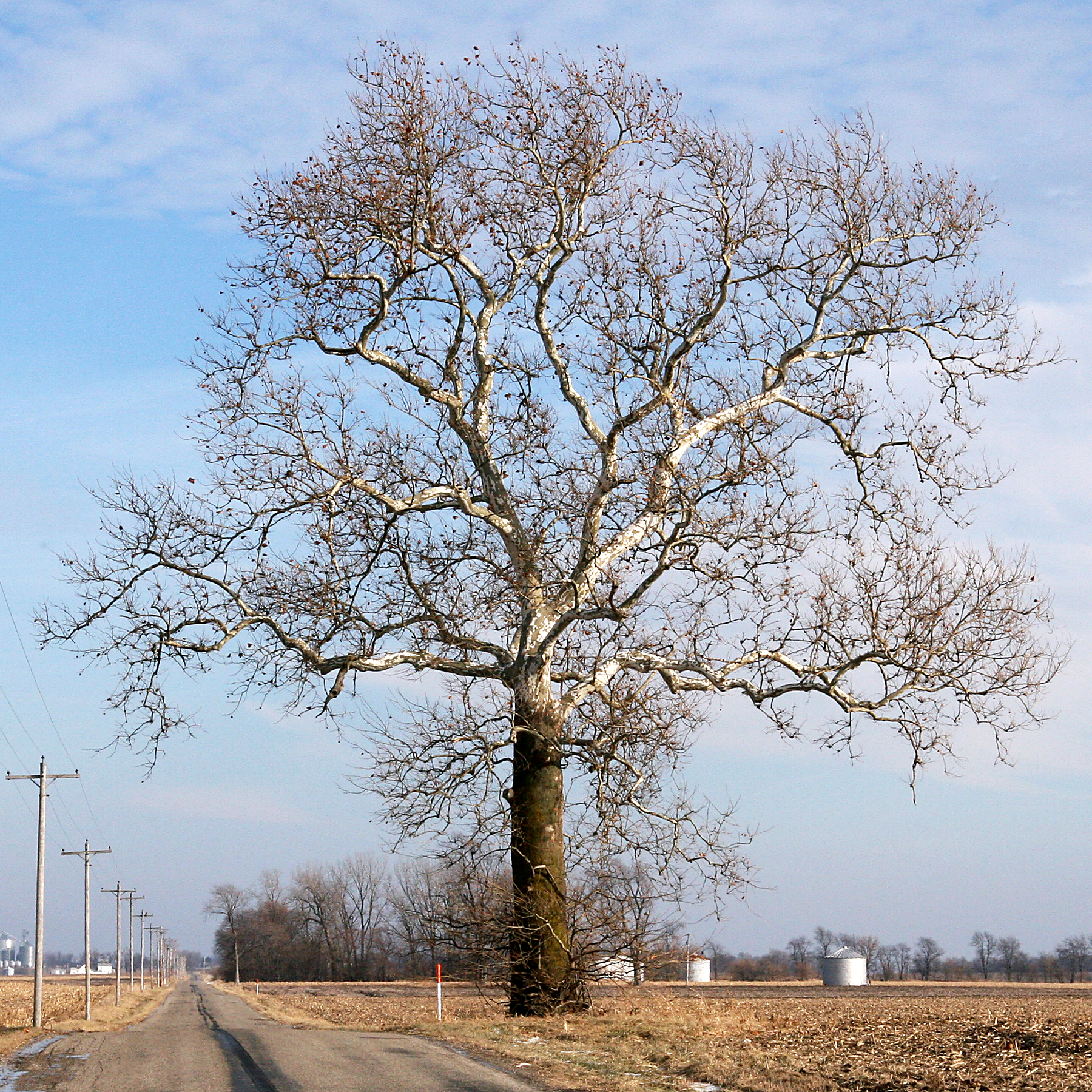
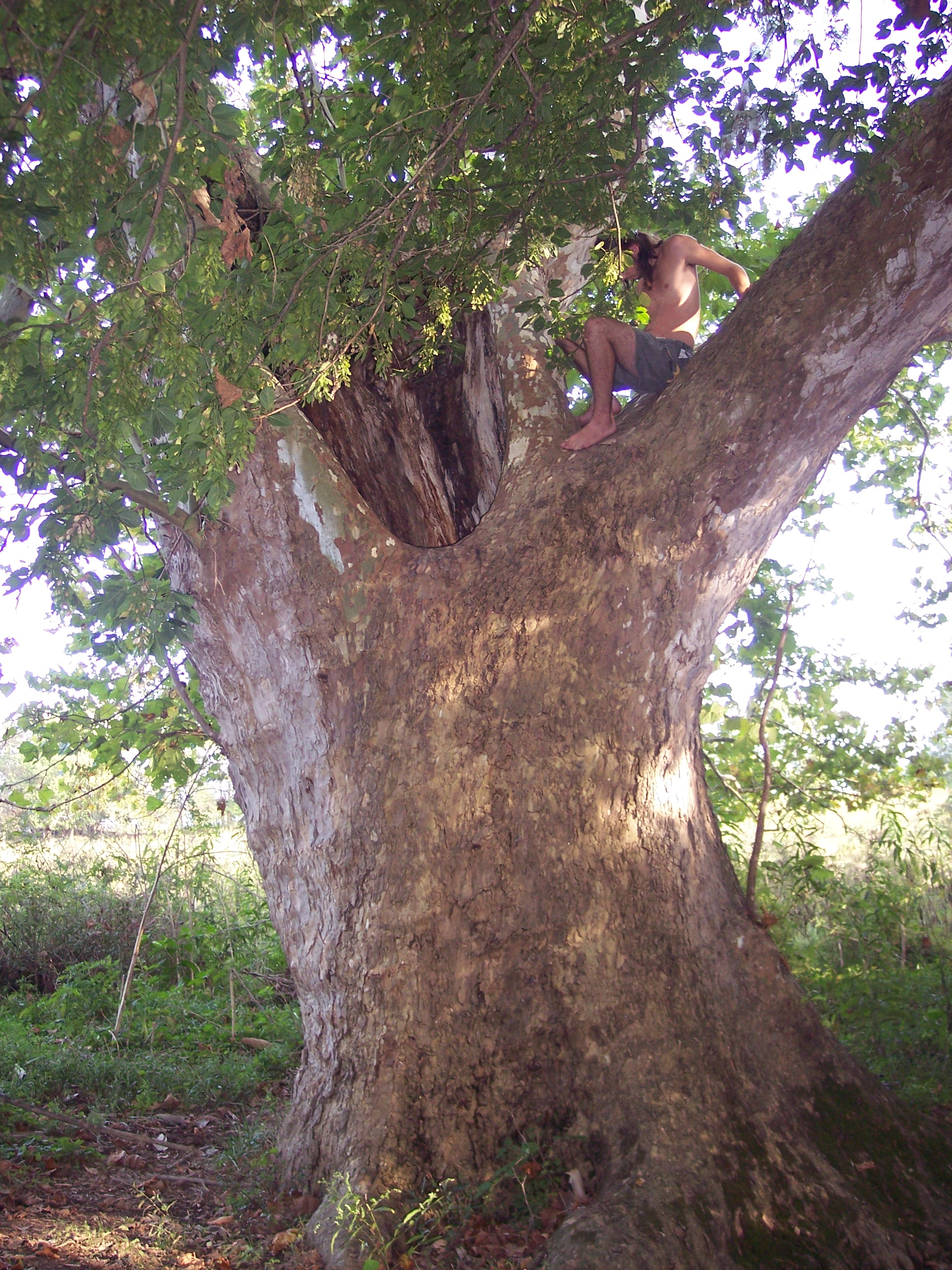
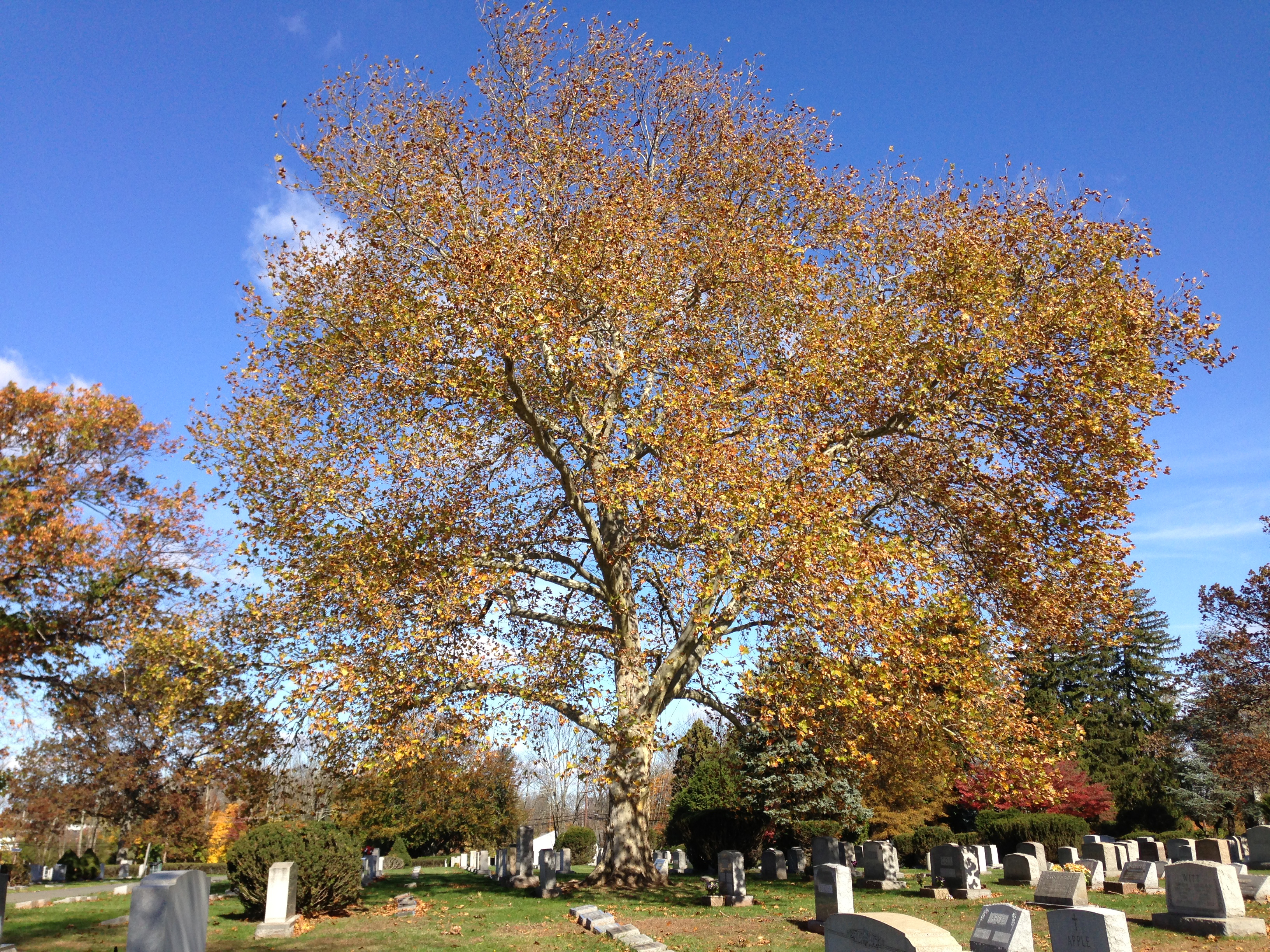
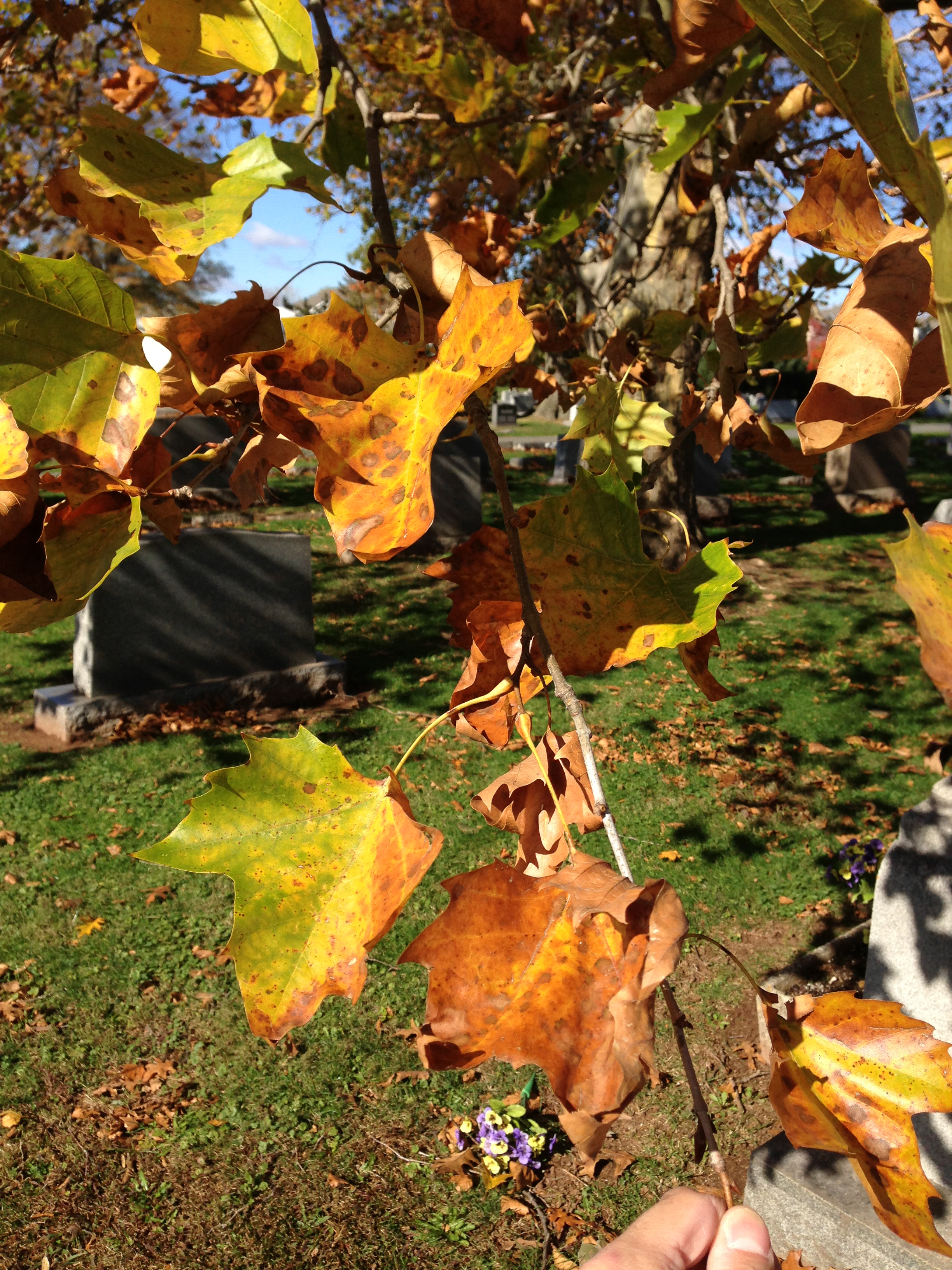

## Legături externe
Materiale media legate de Platanus occidentalis la Wikimedia Commons
- „Platanus” în Dicționar dendrofloricol la DEX online
- Platanus occidentalis, ipni.org
- Platanus occidentalis, plants.usda.gov
- Platanus occidentalis, theplantlist.org
- Platanus occidentalis, tropicos.org
- Platanus occidentalis images at bioimages.vanderbilt.edu Arhivat în 23 septembrie 2015, la Wayback Machine.
- Flora of North America: Platanus occidentalis
- American Sycamore Diagnostic photographs and information